# Ralph Ernest Vyvyan
Ralph Ernest Vyvyan, britanski general, * 1891, † 1971.